# Oostvoorne

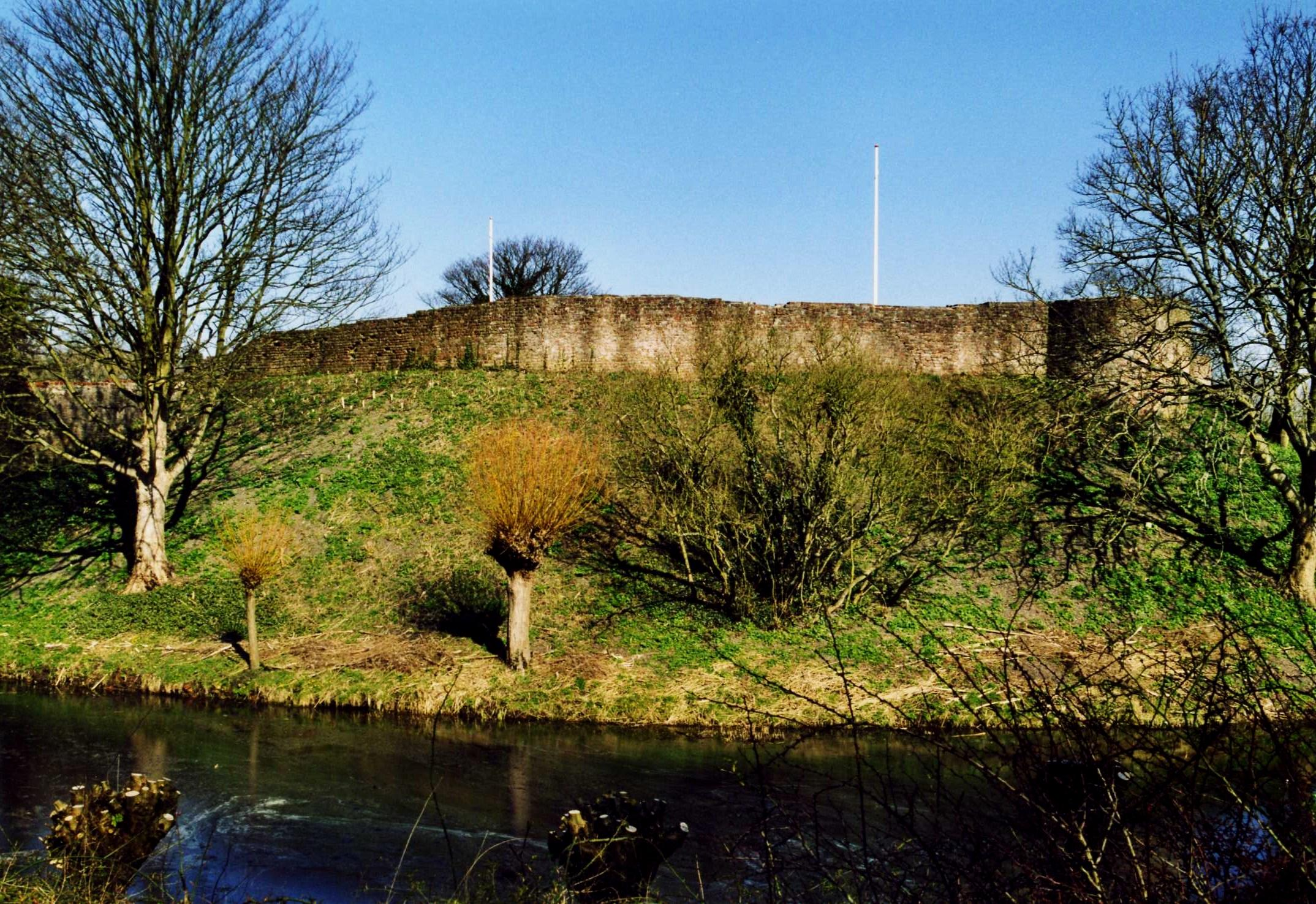
Oostvoorne: le rovine del castello

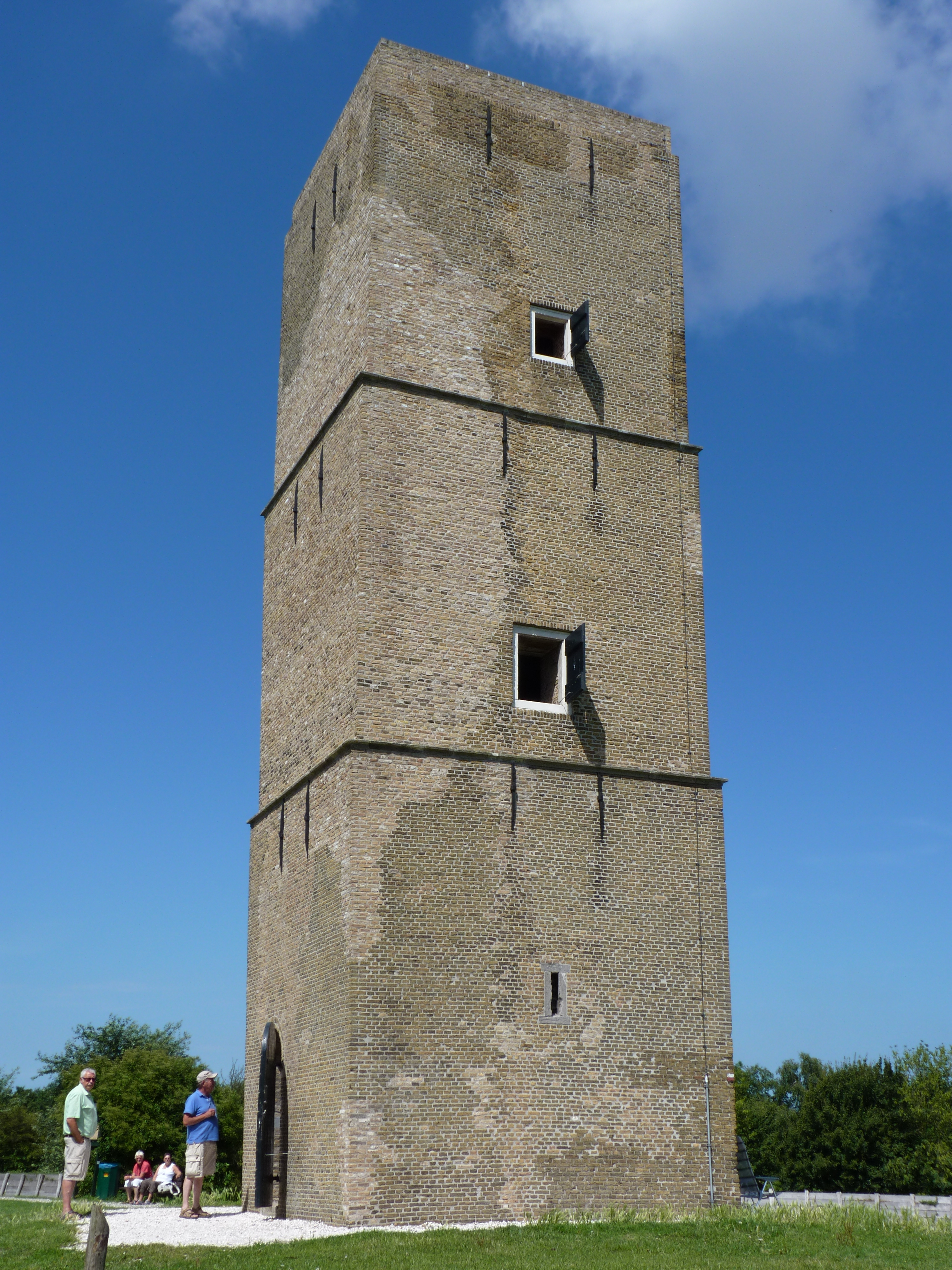
Oostvoorne: il faro De Stenen Baak

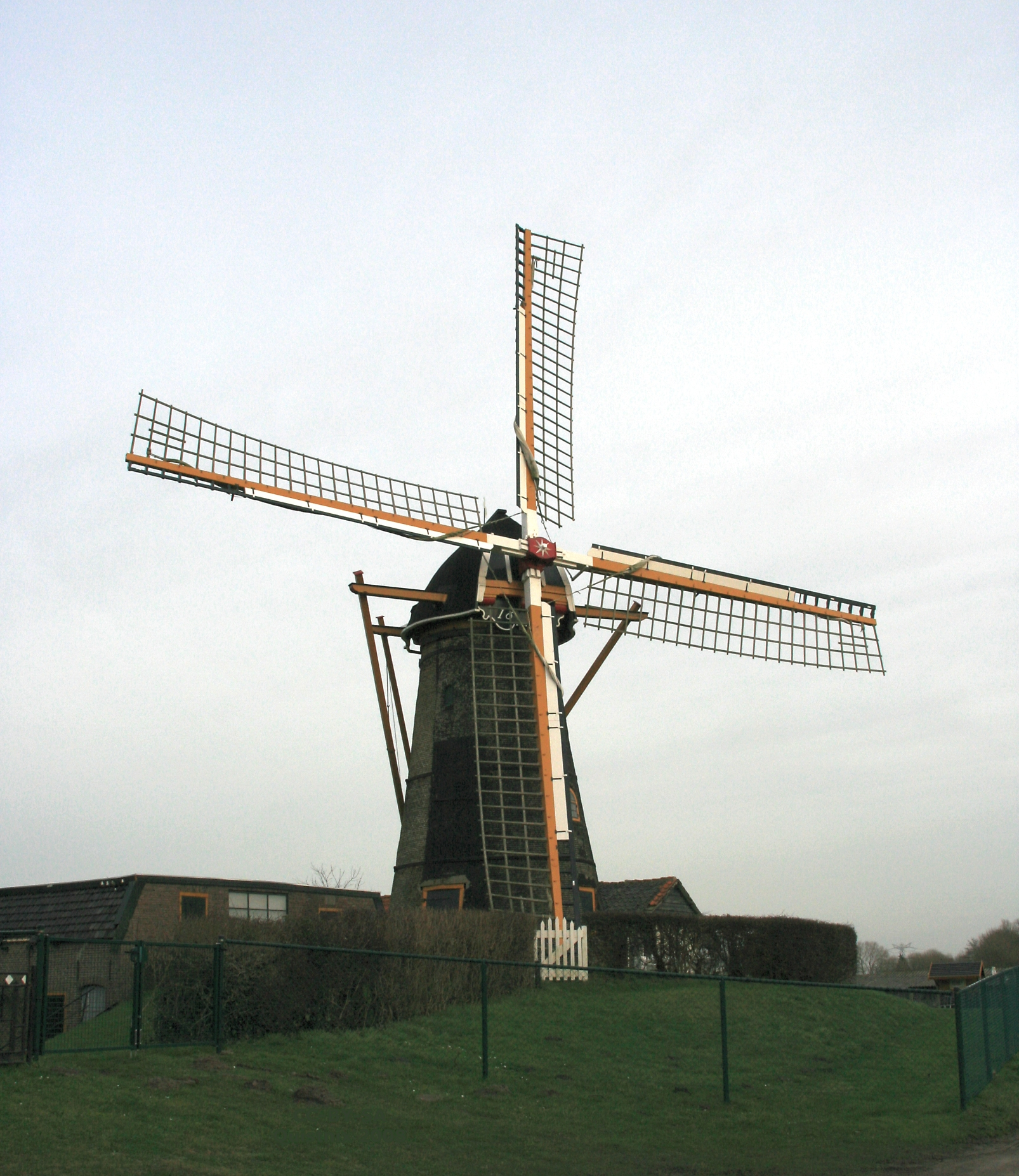
Il mulino di Oostvoorne

Oostvoorne  (28,49 km²) è una località balneare sul Mare del Nord del sud-ovest dei Paesi Bassi, facente parte della provincia dell'Olanda Meridionale e situata nell'isola di Voorne, che costituisce una parte della penisola di Voorne-Putten; dal punto di vista amministrativo, si tratta di un ex-comune, dal 1980 accorpato alla municipalità di Brielle e, successivamente, alla municipalità di Westvoorne. Conta una popolazione di circa 6.000 abitanti.

## Etimologia
Il toponimo Oostvoorne, attestato anticamente come Ostforne (1206) e Oestvorne (1494), è formato dal termine oost, che significa "est", e dal termine Voorne, il nome dell'isola su cui sorge il villaggio, ma che probabilmente un tempo faceva riferimento ad un corso d'acqua,

## Geografia fisica

### Collocazione
Oostvoorne si trova nella parte meridionale della provincia dell'Olanda Meridionale, a sud dell'Europoort e a nord-ovest di Brielle.

### Suddivisione amministrativa
L'ex-comune di Oostvoorne comprendeva anche il villaggio di Tinte.

## Società

### Evoluzione demografica
Al censimento del 2011, Oostvoorne contava una popolazione pari a 6.115 abitanti.
La località ha conosciuto un incremento demografico rispetto al 2008, quando la popolazione stimata era di circa 5.950 abitanti, e al 2001, quando la popolazione censita era di 5.505 abitanti

### Lingue e dialetti
Gli abitanti di Oostvoorne parlano un particolare dialetto, noto appunto come dialetto di Oostvoorne.

## Storia
Nel XII secolo, il villaggio era costituito da una fortezza, una cappella e alcuni edifici legati a queste.
Il villaggio cominciò a svilupparsi a partire dal 1350 e raggiunse le dimensioni attuali agli inizi del XVI secolo.

## Stemma
Nello stemma di Oostvoorne è raffigurata, su sfondo rosso, una torre con in cima un leone dorato.
Questo stemma, menzionato per la prima volta nel 1729, deriva da quello di Voorne.

## Monumenti e luoghi d'interesse
Oostvoorne conta 14 edifici classificati come rijksmonumenten.

### Chiesa protestante
Tra gli edifici d'interesse di Oostvoorne, figura la chiesa protestante, situato al nr. 1 di Kerkplaan e che rappresenta ciò che rimane di una cappella del XV secolo, distrutta da un incendio nel 1612.

### Fortezza Jacoba
Altro edificio di interesse è la fortezza Jacoba (Jacobaburcht), che deve il proprio nome a Jacoba van Beieren: risalente agli inizi del XII secolo e ridotta a rovine nel XVII secolo, fu la residenza dei signori di Voorne.

### Faro de Stenen Baak
Altro edificio d'interesse è il faro De Stenen Baak: risalente al 1630 (o 1674), è il più antico faro in pietra dei Paesi Bassi.

### Mulino di Ooostvoorne
Altro edificio d'interesse è il mulino di Oostvoorne, risalente al 1821.

### Huis Overburgh
Al nr. 17 della Hoflaan, si trova invece la Huis Overburgh, che nel Medioevo era la residenza del capitolo della chiesa di Voorne.

## Sport
La squadra di calcio locale è l'OVV.
Ad Oostvoorne si svolge inoltre una corsa ciclistica professionistica, la Profronde Oostvoorne o Criterium di Oostvoorne.